# Blockbuster (DC Comics)
Blockbuster è il nome di quattro personaggi e di un'organizzazione criminale che compaiono nei fumetti pubblicati dalla DC Comics. Il primo fu uno dei nemici primari di Batman e Robin, mentre il secondo fu un arcinemico di Nightwing. L'ultima versione comparve per la prima volta nelle pagine di 52 dove fu diretto in battaglia contro la squadra di super eroi di Lex Luthor.

## Storia di pubblicazione
La versione Mark Desmond di Blockbuster comparve per la prima volta in Detective Comics n. 345 e fu creato da Gardner Fox e Carmine Infantino.
La versione Roland Desmond di Blockbuster comparve per la prima volta in Starman n. 9, e fu creato da Roger Stern e Tom Lyle.

## Biografia del personaggio

### Mark Desmond
Il primo Blockbuster fu Mark Desmond, un chimico che desiderò incrementare la propria forza fisica. Sperimentando su di sé, riuscì a rendersi più forte e più alto, ma come effetto collaterale divenne anche aggressivo e la sua mente fu regredita. Il mentalmente debilitato Desmond fu curato da suo fratello Roland, un criminale locale, che evitò di raccontare alla propria madre ciò che Mark aveva fatto a sé stesso.
Roland manipolò suo fratello perché commettesse crimini per conto suo finché non entrarono in conflitto con Batman e Robin. Bruce Wayne una volta salvò un giovane Desmond che stava per affogare, e scoprì che poteva calmare il Desmond aggressivo adulto rimuovendo la propria maschera, mostrando il proprio viso, anche se quando Blockbuster comparve la prima volta Batman dovette lanciarsi in una palude e nell'immondizia intorno perché si ricordasse di lui. Successivamente, Desmond si ritrovò a combattere contro Batman in numerose occasioni. Si unì per un breve periodo alla Società segreta dei supercriminali quando questa si batté contro la Justice League. Più avanti, Amanda Waller reclutò Desmond per la sua Suicide Squad. Rimase ucciso combattendo contro la creazione di Darkseid, Brimstone.
Pre-Crisi, Blockbuster assorbì le energie dall'Alfred Memorial che gli diede alcuni poteri e fu una volta un sostituto per il criminale non-morto Solomon Grundy di Terra-Due, a causa di una macchina che sostituiva le persone delle due Terre. Lanterna Verde fece in modo che Blockbuster si battesse contro Solomon Grundy, portando entrambi a mettersi fuori combattimento da soli.
Nel settembre 2011, The New 52 ricominciò la continuità DC. In questa nuova linea temporale, Mark Desmond è un paziente del Dr. Phayne. Qui, Mark vieva nella proprietà del Dottore e di notte si sottoponeva alle procedure che avrebbero incrementato la sua intelligenza. Fu esposto a piccole quantità di un composto verde endovenosa. Ci fu un incidente quando un nuovo paziente, credendo di essere dolorante fece rovesciare una grande quantità di questo composto, che fu introdotto nel corpo di Desmond causando un'overdose e di conseguenza un'esplosione. L'overdose mostrò un uomo super-forte che si autonominò Blockbuster. Uscì furioso dall'edificio e mise fuori combattimento Hawkman che giunse all'attacco. Blockbuster fu quindi controllato mentalmente dal Necromante perché lo aiutasse a rubare un artefatto dal museo di Washington D.C., cosa che attirò l'attenzione di Hawk e Dove. I due eroi si allearono con Batman e Robin per fermare Blockbuster e il Necromante. Mark Desmond ricomparve poi come membro della Società Segreta dei Super Criminali venendo reclutato da un Outsider. Quando Catwoman evase dal Manicomio di Arkham, Mark Desmond e Signalman si batterono con lei su un tetto, e terminò con la sconfitta di Catwoman.

### Roland Desmond
Roland Desmond divenne il secondo Blockbuster dopo che una grave malattia lo costrinse a curarsi con gli steroidi sperimentali. Come suo fratello Mark, Roland divenne un mostro super forte con la mente di un bambino. Scatenò la sua ira nel Sud-Ovest, ma Batman e Starman (Will Payton) misero fine alla sua furia.
Desmond divenne ossessionato dall'idea di innalzarsi grandemente oltre il suo intelletto limitato. Un patto con il demone Neron gli garantì un intelletto pari a quello di un genio e Desmond si imbarcò nuovamente in una carriera di crimine e distruzione. Cominciò la sua nuova carriera criminale causando disordine nella città di Manchester, anche se i suoi piani furono sventati dal velocista Impulso.
Quindi, Desmond si trasferì nella casa di sua madre a Blüdhaven. Prese il potere del signore del crimine Angel Marin e di conseguenza divenne il capo del racket criminale della città. Il piano di Roland era quello di costruire un impero criminale in “Haven” che alla fine gli avrebbe permesso di estendere il proprio dominio sulla malavita di Gotham, Star City, Metropolis e New York. Per questo scopo, comprò i poliziotti corrotti dei dipartimenti delle città, più in particolare il Capo della Polizia Redhorn e l'Ispettore Dudley “Deadly” Soames.
Nonostante il suo rapido e vizioso consolidamento di potere, la presa di Blockbusters sul crimine organizzato di Blüdhaven era tuttavia indebolito dall'intervento del nuovo protettore della città, Nightwing (Dick Grayson, ex Robin), che, con l'aiuto di Oracolo, sventò i piani di Desmond ogni volta. Oracolo spesso rimosse tutti i soldi dai conti di Desmond, mentre lui aveva invece un uomo che lavorava per trovare e fermare Oracolo, di nome Vogel.
L'obiettivo primario di Desmond divenne l'eliminazione del giovane vigilante. Mise una taglia sulla testa di Nightwig, assicurandosi i servigi di numerosi assassini, inclusi Lady Vic, i Gemelli Trigger e Shrike.
Come successivo risultato di questa sua iniziale trasformazione, Desmond sviluppò una forma di albinismo e malfunzionamento cardiaco. Fu rimesso in salute (parzialmente) da un trapianto di cuore da uno dei gorilla parlanti di Gorilla City, e consolidando così il potere sulla città di Blüdhaven e contemplando una possibilità di mettere le mani su Gotham City, quando fu ucciso dal nuovo Tarantula Catalina Flores.
Come parte dell'evento La notte più profonda, il cadavere di Roland fu rianimato da un anello nero del potere e reclutato nel Corpo delle Lanterne Nere in La notte più profonda: Batman n. 1 (ottobre 2009).
Nel reboot di Rinascita, comparve Blockbuster, chiedendo a Nightwing di aiutarlo con un lavoro.

### Blockbuster III
Lex Luthor creò un nuovo Blockbuster sulle pagine della miniserie 52 perché servisse da avversario della sua squadra manifatturiera, la Infinity, Inc..
Si sa poco di questo Blockbuster, salvo il fatto che Luthor possedeva delle misure di controllo sulle sue azioni e sui livelli di forza. Per di più, Luthor commentò che fosse più potente degli altri due Blockbusters. Le sue abilità cognitive e l'aspetto erano molto simili a quelli dell'originale. Blockbuster, con la controllata interferenza di Luthor, uccise il super eroe Trajectory.

### Travestimento di Martian Manhunter
Un Blockbuster comparve tra i criminali esiliati su un mondo alieno in Salvation Run. Nel n. 3, si scoprì che era Martian Manhunter sotto copertura.

### Blockbuster femminile
Una nuovissima, Blockbuster femminile comparve nelle paludi della Louisiana e combatté contro Mon-El.

### La Gang di Blockbuster
La Gang di Blockbuster comparve per la prima volta in Nightwing vol. 2 n. 2. La Gang di Blockbuster fu una delle mafie più potenti a Blüdhaven, composta da super criminali e poliziotti corrotti. Leader dell'organizzazione: Roland Desmond. Membri correnti: Thrilldevil, Giz, Mouse e Mateo Flores. Ex membri: Brutale, Electrocutioner II, Torque, Lady Vic, Shrike, Stallion, Tarantula, i Gemelli Trigger e Cisco Blane.

## Poteri e abilità
Tutti i Blockbuster hanno forza e resistenza super umane. Possiedono anche un certo grado di resistenza agli attacchi di tipo fisico ed energetico.
Dopo aver venduto la propria anima a Neron, Roland Desmond ottenne anche un intelletto di alto grado.

## Versioni alternative

### Batman/Aliens
La versione Roland Desmond di Blockbuster fu menzionata come utilizzatore di una compagnia edile come un cavallo di Troia. Però, il proprietario e numerosi operai rimasero uccisi da un Alien che scovarono da un laboratorio di armi biologiche in un cantiere.

### Fumetti dell’Universo Animato DC
La versione Roland Desmond di Blockbuster comparve in Adventures in the DC Universe n. 1 e in DC Comics Presents: Wonder Woman Adventures n. 1.

### Batman: Arkham
In Arkham Knight-Genesis, un fumetto prequel di Batman: Arkham Knight, la versione Mark Desmond di Blockbuster e Catman picchiarono brutalmente Jason Todd, il secondo Robin, mentre indossava l'abito di Batman come parte del lavaggio del cervello subito da parte del Joker. Todd cercò di difendersi, ma fu riluttante a ucciderli. Harley Quinn lo incoraggiò invece a farlo, sparando a Blockbuster nel petto per dimostrare il suo punto.

## In altri media

### Televisione
- La versione Mark Desmond di Blockbuster fu vista per la prima volta in Justice League Unlimited. Nell'episodio Storie di bimbi, lui, Cheetah, Copperhead e KGBeast combatterono contro Lanterna Verde, Wonder Woman, Superman e Batman al deposito d’oro di Fort Knox e furono sconfitti prima che Mordred utilizzasse un antico amuleto che trasportasse tutti gli adulti in un mondo di un'altra dimensione; Blockbuster fu tra quelli teletrasportati. Nell'episodio La legione, Blockbuster fu visto tra i membri della Società Segreta. Nell'episodio Il sopravvissuto, Blockbuster si allea con Lex Luthor durante l'ammutinamento a favore di Gorilla Grodd. Fu congelato da Killer Frost e fatto saltare in aria da Darkseid insieme agli altri ammutinati.
- Mark Desmond comparve nella serie animata The Batman. A differenza del fumetto, qui è afro-americano. Nell'episodio Crollo finale, Desmond è uno scienziato che lavora per la Wayne Enterprises che è incaricato di sorvegliare Ethan Bennett perché non utilizzi più i suoi poteri mutaforma.
- La versione Mark Desmond di Blockbuster comparve nella serie animata Batman: The Brave and the Bold. Nel teaser di Corsa mortale, Batman lo teneva d’occhio già da tempo, da quando rubò alcune sostanze chimiche dai Laboratori S.T.A.R. e si confrontò con il piccolo genio Desmond in un museo con l'intenzione di rubare un diamante chiamato “La Stella di Bialya. La folla obiettò quando Batman afferrò Desmond bambino, finché il ragazzo non bevve un siero che lo trasformò in Blockbuster. Come Blockbuster sopraffece Batman. Quando Billy Batson si fece avanti, Blockbuster lo prese e gli chiese se avesse qualche ultima parola. Billy gridò “Shazam!” e si trasformò in Capitan Marvel, che riuscì a fermare Blockbuster. Nell'episodio La notte dei Batman, Blockbuster aiutò Bane, Killer Croc e Solomon Grundy a rubare una statua, solo per essere poi fermati da Capitan Marvel travestito da Batman.
- La versione Mark Desmond comparve nella serie animata Young Justice. Questa versione di Blockbuster fu molto diversa nell'aspetto dalla sua controparte dei fumetti, in quanto fu ridisegnato completamente poiché la sua versione originale ricordava troppo il personaggio di Hulk[12]. La sua trasformazione nella serie volle la sua forma di Blockbuster farsi largo attraverso la sua pelle umana. Nell'episodio Il giorno dell’indipendenza, Mark Desmond fu mostrato come un membro del Progetto Cadmus che prendeva ordini direttamente dai Light (il Consiglio di Amministrazione del Progetto Cadmus) e utilizzò il siero di Blockbuster al fine di combattere contro Robin, Kid Flash, Aqualad e Superboy. Il siero che lo trasformò sembrò decrementare la sua intelligenza, in quanto Aqualad commentò: “Io dubito che stia pianificando altro”. Fu sconfitto dai quattro appena in tempo per l'arrivo della Justice League, di cui alcuni membri lo portarono via. Nell'episodio I gemelli Terror, Blockbuster fu mostrato come un detenuto del carcere di Belle Reve e agiva come braccio per Icicle Sr. insieme a Mammoth. Sia lui che Mammoth furono sconfitti da Superboy. Nell'episodio I soliti sospetti, Blockbuster si unì a Lex Luthor, Queen Bee, Sportsmaster e Bane in un incontro con Superboy, Miss Martian e Artemis. Durante la battaglia tra i giovani eroi e i super criminali, Lex menzionò che il Dr. Desmond non era in grado di aggiungere altri programmi per controllare Superboy, incolpandolo. Superboy riuscì comunque a sconfiggere di nuovo Blockbuster.
- Mentre Blockbuster non comparve nell'Arrowverse, nell'episodio L’assassino di Star City della settima stagione della serie televisiva Arrow, ci fu un riferimento a lui, quando il Capitano Singh – Capo della Polizia al Dipartimento di Polizia di Central City – menzionò che Blockbuster una volta cercò di espandersi da Blüdhaven fino a Central City innescando una guerra tra bande prima che Dinah Drake – una ex poliziotta sotto copertura e la corrente Black Canary/Capo della Polizia di Star City – lo fermasse durante un vecchio incarico. Singh utilizzò questo esempio per enfatizzare la forza personale di Dinah e dimostrare quanta fede egli abbia nel fatto che Dinah supererà la recente esposizione pubblica della sua identità segreta.

### Film
- Si sa che Blockbuster compare in un copione scritto da David S. Goyer per un film di prossima uscita su Freccia Verde dal titolo Escape from Super Max. Nel copione, Blockbuster compare come uno dei metaumani detenuti nel Penitenziario Super Max per Metaumani[13].
- In Justice League: La crisi dei due mondi, lo scagnozzo di Ultraman, Mister Azione è una versione super potenziata di Jimmy Olsen basata su Blockbuster.
- Una versione alternativa senza nome di Blockbuster comparve nel film animato Justice League: Gods and Monsters. Qui comparve come membro di un gruppo terrorista che combatté contro la Justice League. Si batté contro Batman, ma rimase ucciso quando Batman rivelò i suoi canini da vampiro, lo morse sul collo, e bevve il suo sangue.
- La versione Roland Desmond di Blockbuster comparve in Batman: Bad Blood[14]. Fu abbattuto da Nightwing mentre discuteva con Starfire della loro relazione.
- La versione Mark Desmond di Blockbuster comparve nel film animato Scooby-Doo! e Batman - Il caso irrisolto. Qui, lui e Bane si allearono e tesero una trappola alla gang della Mystery Incorporated quando arrivarono alla parte di Gotham City nota come Terra di Nessuno. Però, Shaggy e Scooby distrassero i criminali con i loro travestimenti per effettuare la fuga.
- La versione Roland Desmond di Blockbuster ritornò in Suicide Squad - Un inferno da scontare. Qui, Blockbuster non ebbe alcuna battuta parlata, ma solo effetti vocali. Nel film, fu uno degli scagnozzi del Professor Zoom (insieme a Silver Banshee); si notò che lavorava per Zoom in cambio di “un’isola tutta sua”. Nel climax del film, Blockbuster e Silver Banshee furono entrambi uccisi da Killer Frost, che congelò i loro corpi dall'interno.

### Videogiochi
- La versione Mark Desmond di Blockbuster comparve come boss finale nel videogioco Young Justice: Legacy.
- La versione Roland Desmond di Blockbuster comparve in Batman: The Telltale Series. Questa versione ebbe la pelle blu e fu un membro dei Figli di Arkham, un gruppo di terroristi che giunsero a Gotham per purgare la città dalla corruzione. Come membro dei Figli di Arkham, Blockbuster fu il secondo in comando del Pinguino dove lavorarono entrambi per Lady Arkham. Il primo incontro di Batman con Blockbuster avvenne quando i Figli di Arkham fecero un rain in un negozio di Gotham chiamato lo Skyline Club. Blockbuster rimase da parte mentre Batman parlava con il Pinguino. Mentre il Pinguino se ne andò per inseguire Selina Kyle, Blockbuster si batté con Batman e lo scagliò fuori da un buco. Quando i Figli di Arkham irruppero al dibattito del sindaco, Blockbuster andò dietro le quinte e portò Vicky Vale ad assistere all'evento. Dopo aver abbattuto numerosi membri del Dipartimento di polizia di Gotham City quando cercarono di fermare il raid al dibattito, Blockbuster andò ad aiutare il Pinguino a battersi con Batman. Dopo che Batman sconfisse Blockbuster con una mina a impulsi elettromagnetici, Pinguino riuscì a scappare mentre Blockbuster e gli altri membri dei Figli di Arkham furono arrestati. Blockbuster ricomparve poi nel Manicomio di Arkham ancora in ripresa fisica ed emotiva dall'attacco di Batman mentre lo staff del manicomio teneva sempre un occhio su di lui. Più avanti assistette allo scontro tra Mr. Zsasz e le guardie di Arkham. Durante il combattimento tra il GCPD e i detenuti di Arkham, Batman superò Blockbuster che guardava in una cella durante l'inseguimento di Lady Arkham.